# 파르티니코
파르티니코(시칠리아: 파르티니쿠, 고대 그리스어: 파르테니콘, Παρθενικόν)는 이탈리아 남부 시칠리아 팔레르모 광역시에 있는 도시이자 코무네이다. 팔레르모에서 30 킬로미터 (19 mi), 트라파니에서 71 킬로미터 (44 mi) 떨어져 있다.

## 주요 명소
- 산 주세페 교회, 17세기 그림 소장
- 신고전주의 키오스코 델라 무시카
- 바로크 분수

## 주목할 만한 인물 및 장소
미국 음악가 프랭크 자파의 아버지는 파르티니코에서 태어났다. 자파 가족이 한때 살았던 비아 잠마타 거리는 나중에 비아 프랭크 자파로 이름이 바뀌었다. 2015년 자파의 아들 위질은 Via Zammata'라는 앨범을 발매했다.
이탈리아의 수상 비토리오 에마누엘레 오를란도는 1897년부터 1925년까지 이탈리아 의회에서 파르티니코를 대표했다.
다닐로 돌치는 이탈리아의 사회 운동가, 사회학자, 대중 교육자, 시인으로 한동안 파르티니코에 거주했다.
지역 가족이 운영하는 반마피아 텔레비전 방송국인 텔레야토는 이 도시에 기반을 두고 있다. 이 방송국은 피노 마니아치가 소유하고 있다.

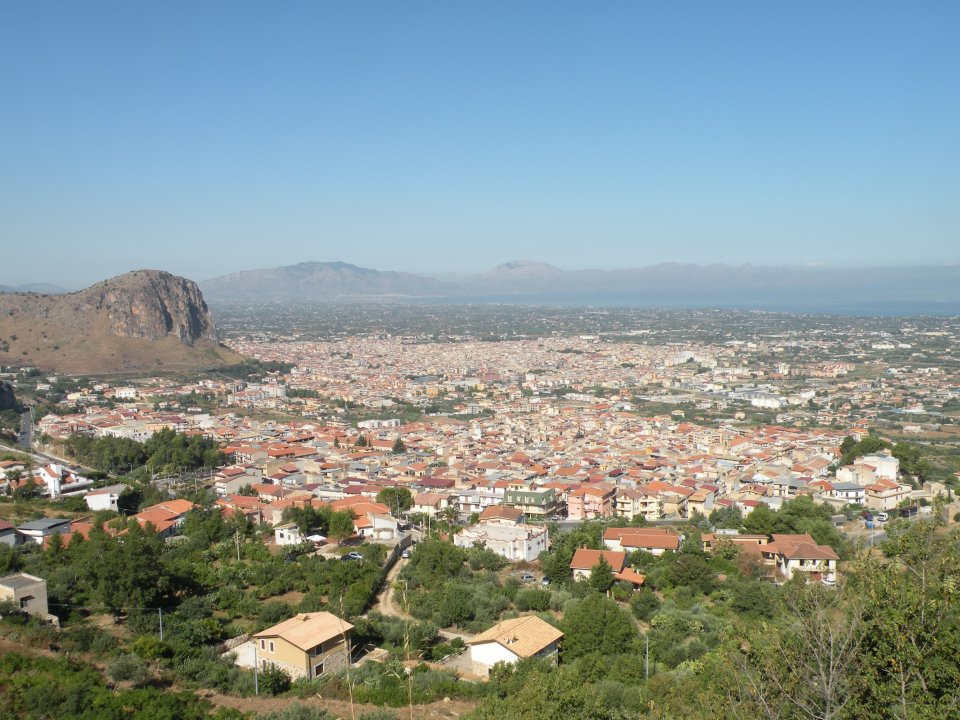
사진 중앙의 파르티니코와 전경의 보르게토

## 같이 보기
- 마돈나 델 폰테 성역

## Gallery

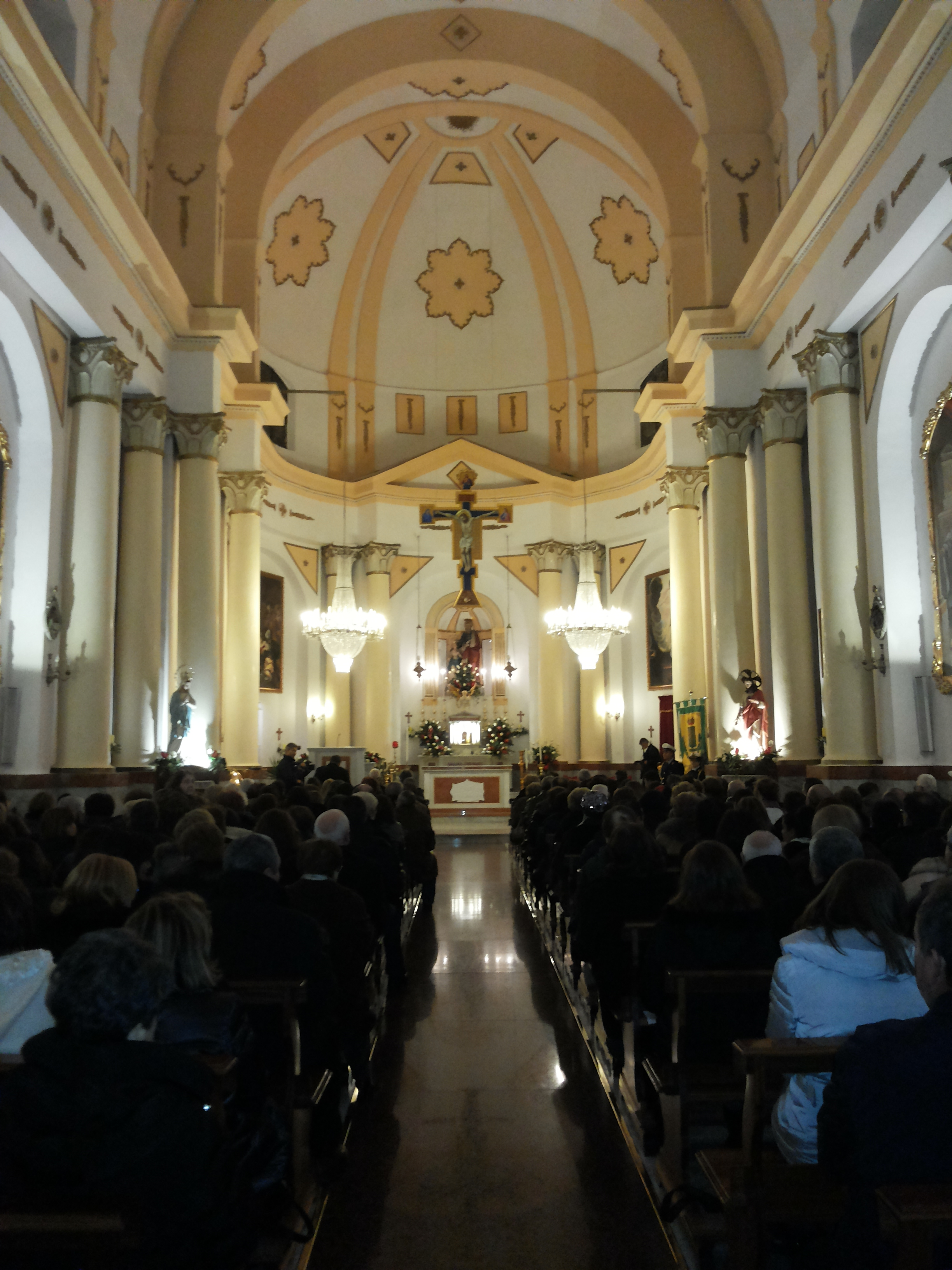
성 요아킴 교회
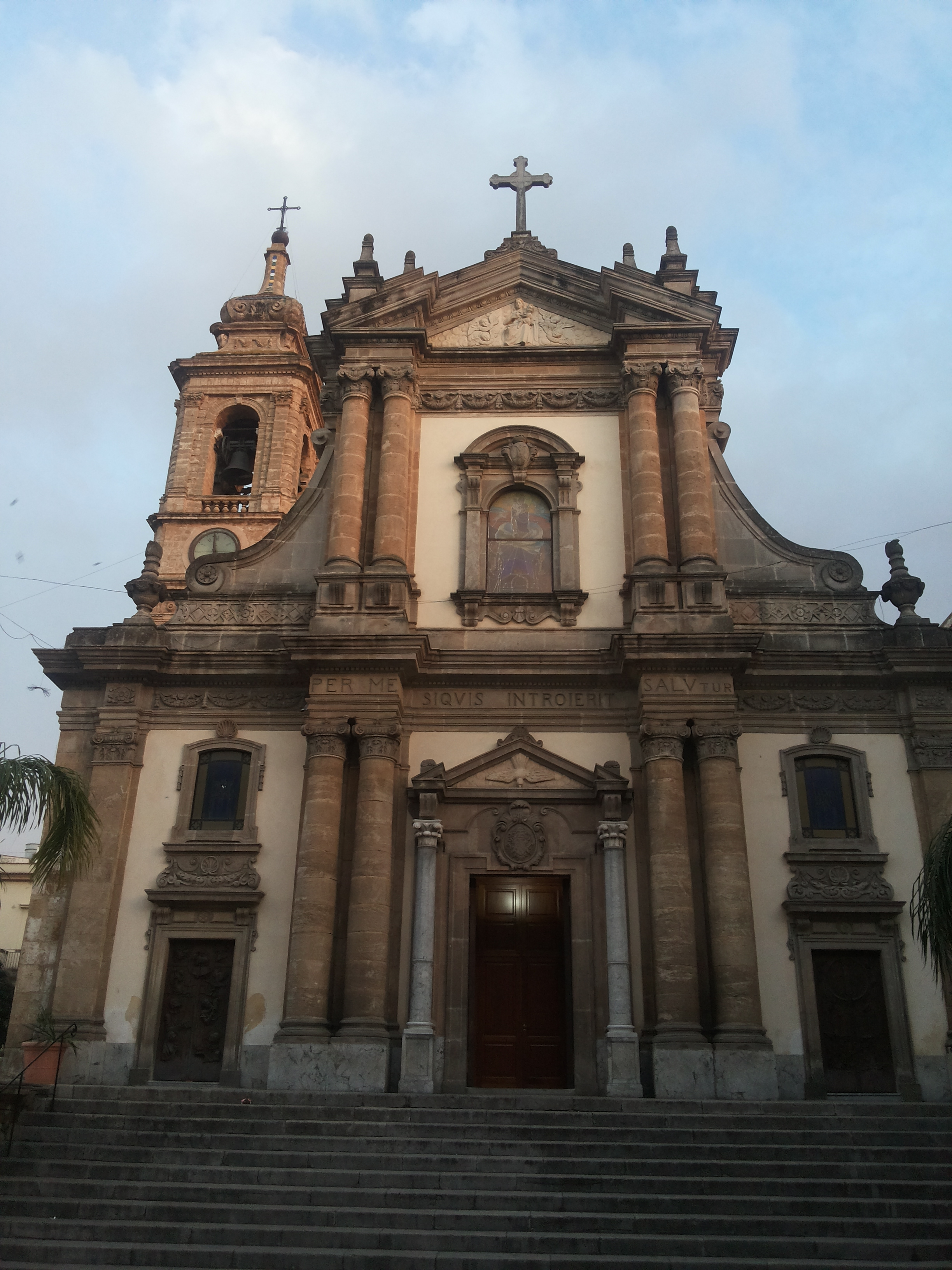
성모 영보 교회